# Liste der diplomatischen Vertretungen in der Türkei

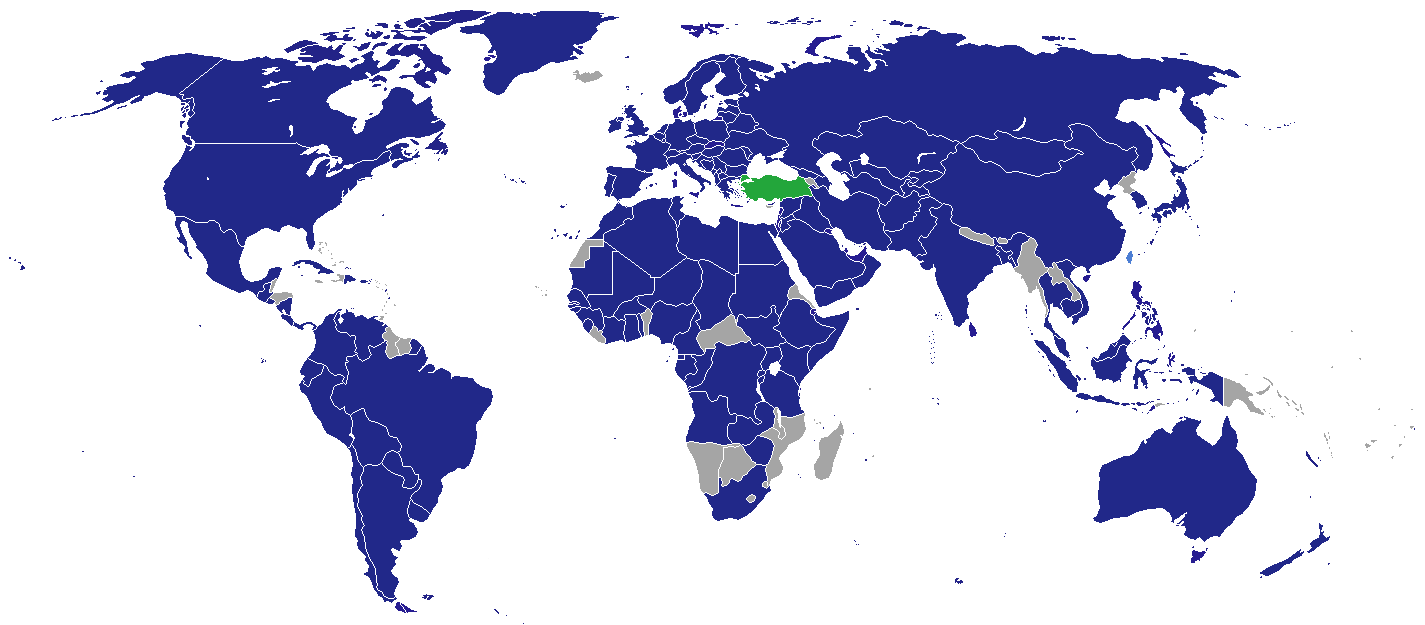
Staaten mit einer diplomatischen Vertretung in der Türkei

Dies ist eine Liste der diplomatischen und konsularischen Vertretungen in der Türkei. Derzeit (Stand September 2013) unterhalten 121 Staaten der Erde Botschaften gegenüber der türkischen Regierung in Ankara. 37 weitere Staaten entsenden akkreditierte Botschafter aus dem Ausland.
Die Türkei unterhält unter anderem keine diplomatischen Beziehungen mit Armenien und der Republik Zypern.

## Diplomatische Vertretungen inAnkara
Diplomatische und konsularische Vertretungen in der türkischen Hauptstadt Ankara.

### Botschaften

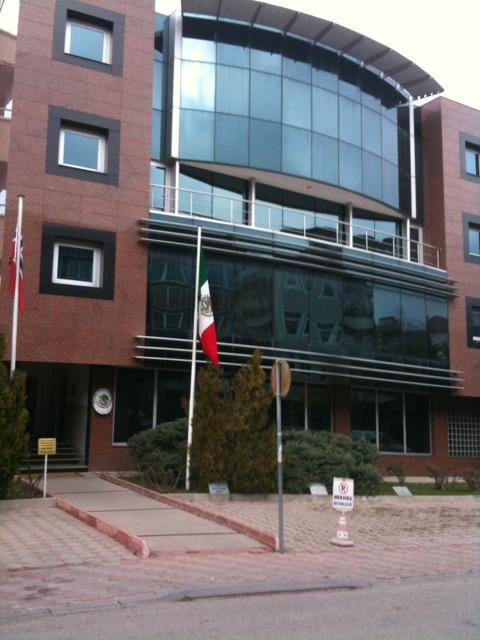
Gebäude der mexikanischen und norwegischen Botschaft in Ankara (2010)

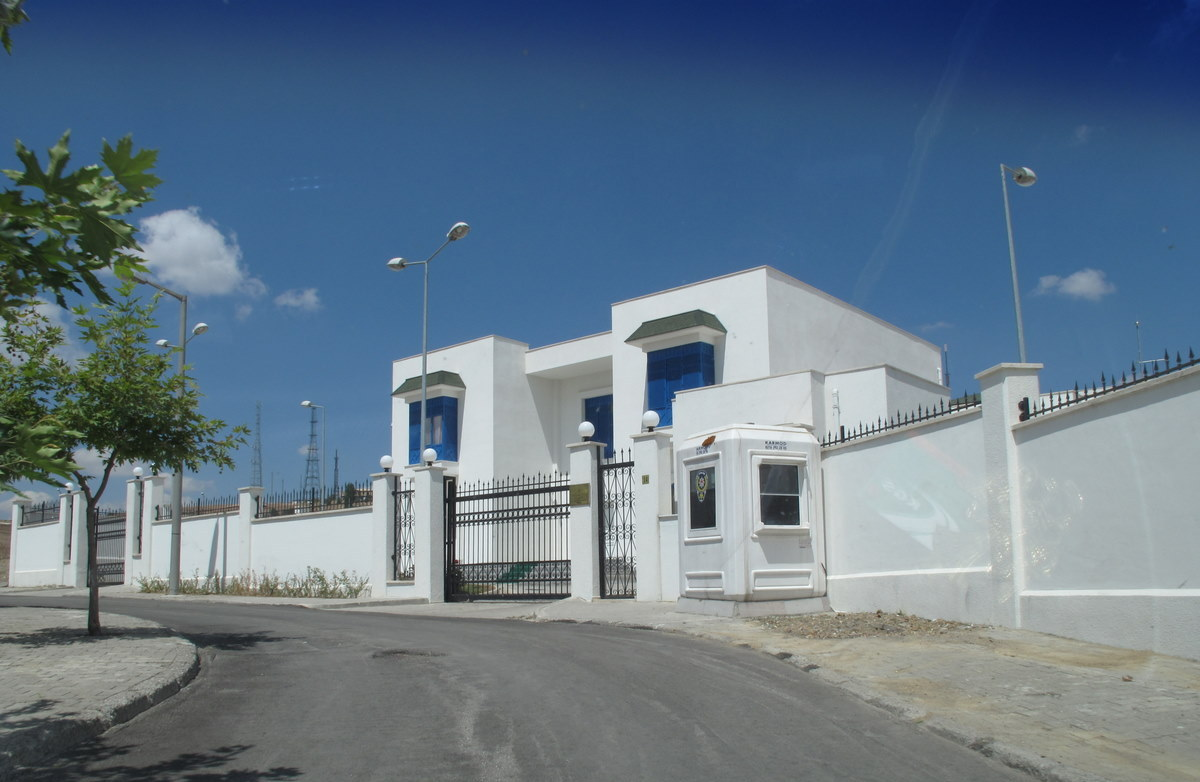
Gebäude der tunesischen Botschaft in Ankara (2009)

| - Afghanistan: Botschaft (→ Liste der Botschafter) - Ägypten: Botschaft (→ Liste der Botschafter) - Albanien: Botschaft - Algerien: Botschaft - Angola: Botschaft - Äquatorialguinea: Botschaft - Argentinien: Botschaft (→ Liste der Botschafter) - Aserbaidschan: Botschaft - Äthiopien: Botschaft - Australien: Botschaft (→ Liste der Botschafter) - Bahrain: Botschaft - Bangladesch: Botschaft - Belarus: Botschaft - Belgien: Botschaft (→ Liste der Botschafter) - Bosnien und Herzegowina: Botschaft - Brasilien: Botschaft (→ Liste der Botschafter) - Bulgarien: Botschaft - Chile: Botschaft (→ Liste der Botschafter) - Volksrepublik China: Botschaft (→ Liste der Botschafter) - Dänemark: Botschaft (→ Liste der Botschafter) - Deutschland: Botschaft (→ Liste der Botschafter) - Dschibuti: Botschaft - Ecuador: Botschaft - Elfenbeinküste: Botschaft - Estland: Botschaft (→ Liste der Botschafter) - Finnland: Botschaft (→ Liste der Botschafter) - Frankreich: Botschaft (→ Liste der Botschafter) - Gambia: Botschaft - Georgien: Botschaft - Ghana: Botschaft - Griechenland: Botschaft (→ Liste der Botschafter) - Guinea: Botschaft - Indien: Botschaft (→ Liste der Botschafter) - Indonesien: Botschaft - Irak: Botschaft - Iran: Botschaft (→ Liste der Botschafter) - Irland: Botschaft | - Israel: Botschaft (→ Liste der Botschafter) - Italien: Botschaft (→ Liste der Botschafter) - Japan: Botschaft (→ Liste der Botschafter) - Jemen: Botschaft - Jordanien: Botschaft - Kanada: Botschaft - Kasachstan: Botschaft - Katar: Botschaft - Kenia: Botschaft - Kirgisistan: Botschaft - Kolumbien: Botschaft (→ Liste der Botschafter) - Kongo, Demokratische Republik: Botschaft - Korea, Republik: Botschaft - Kosovo: Botschaft - Kroatien: Botschaft (→ Liste der Botschafter) - Kuba: Botschaft (→ Liste der Botschafter) - Kuwait: Botschaft - Lettland: Botschaft (→ Liste der Botschafter) - Libanon: Botschaft (→ Liste der Botschafter) - Libyen: Botschaft - Litauen: Botschaft (→ Liste der Botschafter) - Luxemburg: Botschaft (→ Liste der Botschafter) - Malaysia: Botschaft - Marokko: Botschaft - Mauretanien: Botschaft - Nordmazedonien: Botschaft - Mexiko: Botschaft (→ Liste der Botschafter) - Moldau: Botschaft - Mongolei: Botschaft - Montenegro: Botschaft - Neuseeland: Botschaft - Niederlande: Botschaft (→ Liste der Botschafter) - Niger: Botschaft - Nigeria: Botschaft - Norwegen: Botschaft (→ Liste der Botschafter) - Oman: Botschaft - Österreich: Botschaft (→ Liste der Botschafter) | - Pakistan: Botschaft (→ Liste der Botschafter) - Peru: Botschaft - Philippinen: Botschaft - Polen: Botschaft (→ Liste der Botschafter) - Portugal: Botschaft (→ Liste der Botschafter) - Rumänien: Botschaft (→ Liste der Botschafter) - Russland: Botschaft (→ Liste der Botschafter) - Saudi-Arabien: Botschaft - Schweden: Botschaft (→ Liste der Botschafter) - Schweiz: Botschaft (→ Liste der Botschafter) - Senegal: Botschaft - Serbien: Botschaft (→ Liste der Botschafter) - Singapur: Botschaft - Slowakei: Botschaft - Slowenien: Botschaft - Somalia: Botschaft - Spanien: Botschaft (→ Liste der Botschafter) - Sri Lanka: Botschaft - Südafrika: Botschaft (→ Liste der Botschafter) - Sudan: Botschaft - Südsudan: Botschaft - Syrien: Botschaft (→ Liste der Botschafter) - Tadschikistan: Botschaft - Thailand: Botschaft - Tschad: Botschaft - Tschechien: Botschaft (→ Liste der Botschafter) - Tunesien: Botschaft - Turkmenistan: Botschaft - Türkische Republik Nordzypern: Botschaft - Uganda: Botschaft - Ukraine: Botschaft - Ungarn: Botschaft (→ Liste der Botschafter) - Usbekistan: Botschaft - Venezuela: Botschaft - Vereinigte Arabische Emirate: Botschaft - Vereinigte Staaten: Botschaft (→ Liste der Botschafter) - Vereinigtes Königreich: Botschaft (→ Liste der Botschafter) - Vietnam: Botschaft |

### Vertretungen internationaler Organisationen
- Europäische Union: Delegation
- Heiliger Stuhl: Apostolische Nuntiatur (→ Apostolischer Nuntius)

### Sonstige Vertretungen
- China, Republik: Vertretung
- Palästina: Vertretung

## Konsularische Vertretungen inIstanbul
Konsularische Vertretungen in Istanbul. Nur Konsulate und Generalkonsulate (ohne Honorarkonsulate).
Bis 1922 war Istanbul (bis 1930 offiziell: Konstantinopel) Sitz aller Botschaften im Osmanischen Reich. Heute, als größte Stadt, sowie bedeutendstem kulturellen und wirtschaftlichen Zentrum in der Türkei, ist die Metropole am Bosporus Sitz der (neben Ankara) mit Abstand größten Zahl konsularischer Vertretungen in der Türkei. Viele der heutigen Generalkonsulate sind in den jeweiligen ehemaligen Botschaftsgebäuden untergebracht.

### Konsulate

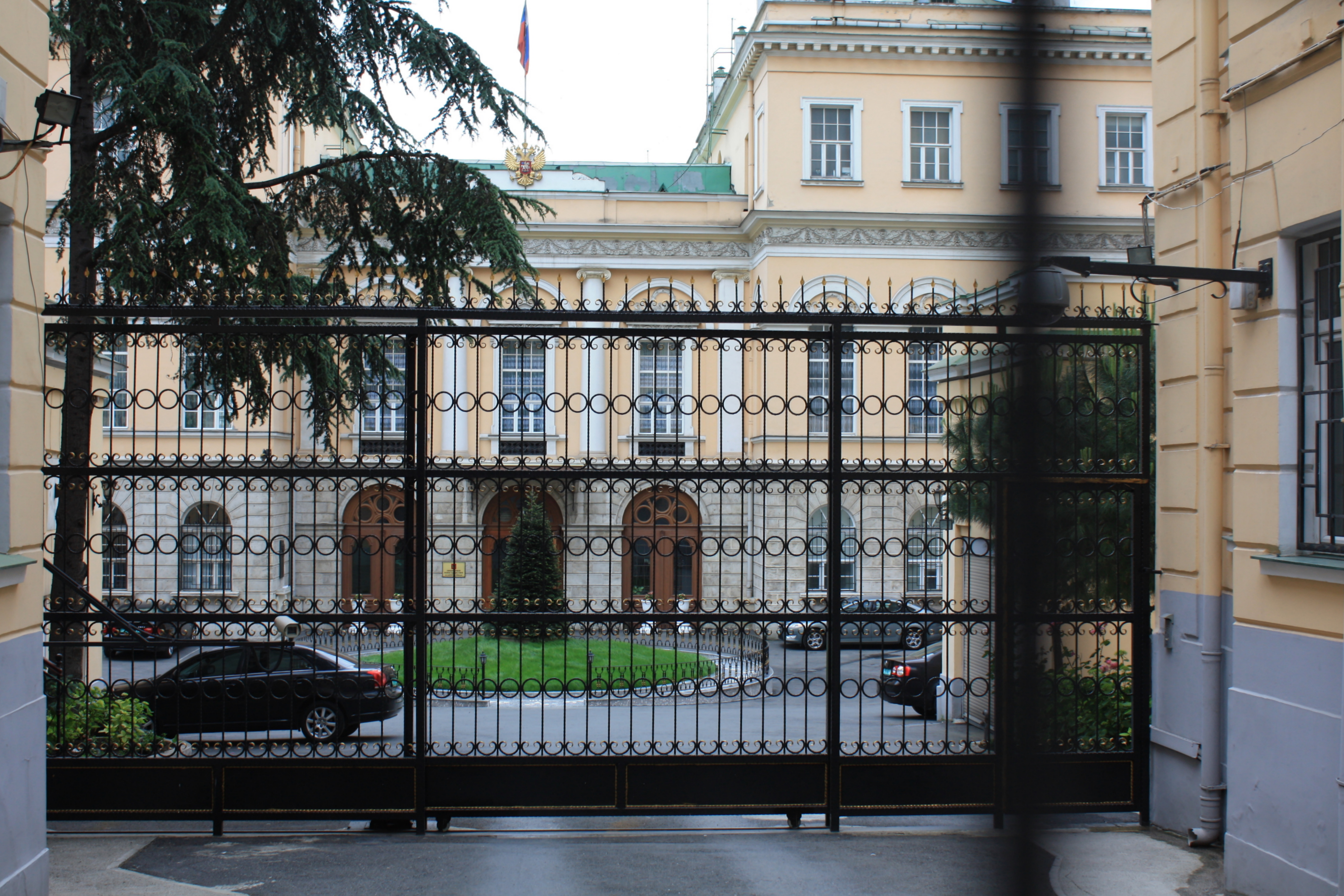
Russisches Generalkonsulat in Istanbul (2011)

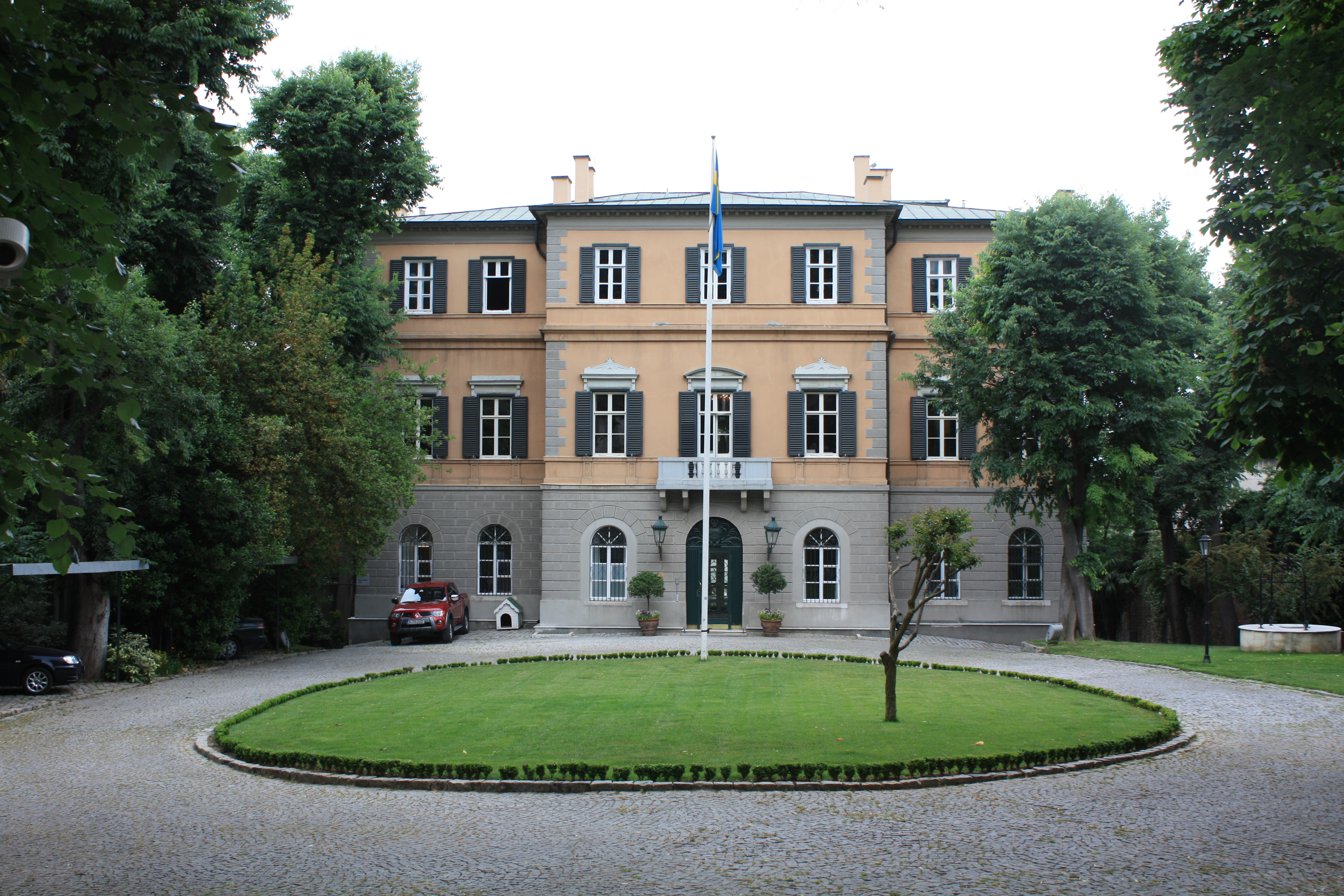
Schwedisches Generalkonsulat in Istanbul (2011)

| - Afghanistan: Generalkonsulat - Ägypten: Generalkonsulat - Albanien: Generalkonsulat - Algerien: Generalkonsulat - Argentinien: Generalkonsulat - Aserbaidschan: Generalkonsulat - Australien: Generalkonsulat - Bangladesch: Generalkonsulat - Belarus: Generalkonsulat - Belgien: Generalkonsulat - Bosnien und Herzegowina: Generalkonsulat - Brasilien: Generalkonsulat - Bulgarien: Generalkonsulat - Volksrepublik China: Generalkonsulat - Dänemark: Generalkonsulat - Deutschland: Generalkonsulat - Frankreich: Generalkonsulat - Georgien: Generalkonsulat - Griechenland: Generalkonsulat - Indien: Generalkonsulat - Irak: Generalkonsulat - Iran: Generalkonsulat | - Israel: Generalkonsulat - Italien: Generalkonsulat - Japan: Generalkonsulat - Kanada: Generalkonsulat - Kasachstan: Generalkonsulat - Katar: Generalkonsulat - Kirgisistan: Generalkonsulat - Korea, Republik: Generalkonsulat - Kosovo: Generalkonsulat - Kroatien: Generalkonsulat - Kuwait: Generalkonsulat - Libanon: Generalkonsulat - Libyen: Generalkonsulat - Malta: Generalkonsulat - Marokko: Generalkonsulat - Nordmazedonien: Generalkonsulat - Moldau: Generalkonsulat - Niederlande: Generalkonsulat - Österreich: Generalkonsulat - Pakistan: Generalkonsulat - Panama: Generalkonsulat - Polen: Generalkonsulat | - Rumänien: Generalkonsulat - Russland: Generalkonsulat - Saudi-Arabien: Generalkonsulat - Schweden: Generalkonsulat - Schweiz: Generalkonsulat - Serbien: Generalkonsulat - Slowakei: Generalkonsulat - Spanien: Generalkonsulat - Sudan: Generalkonsulat - Syrien: Generalkonsulat - Tadschikistan: Generalkonsulat - Tschechien: Generalkonsulat - Turkmenistan: Generalkonsulat - Türkische Republik Nordzypern: Generalkonsulat - Ukraine: Generalkonsulat - Ungarn: Generalkonsulat - Usbekistan: Generalkonsulat - Venezuela: Generalkonsulat - Vereinigte Arabische Emirate: Generalkonsulat - Vereinigte Staaten: Generalkonsulat - Vereinigtes Königreich: Generalkonsulat |

## Konsularische Vertretungen im Rest der Türkei
Nur Konsulate und Generalkonsulate (ohne Honorarkonsulate). Südostanatolien ist die einzige geographische Region der Türkei ohne konsularische Vertretungen ausländischer Staaten.

### Konsularische Vertretungen in derÄgäisregion

#### Konsulate
| - Deutschland: Izmir, Generalkonsulat - Griechenland: Izmir, Generalkonsulat - Italien: Izmir, Generalkonsulat | - Rumänien: Izmir, Generalkonsulat - Türkische Republik Nordzypern: Botschaft - Vereinigtes Königreich: Izmir, Generalkonsulat |

### Konsularische Vertretungen in derMarmararegion
- Australien: Çanakkale, Generalkonsulat
- Bulgarien: Edirne, Generalkonsulat
- Griechenland: Edirne, Generalkonsulat

### Konsularische Vertretungen in derMittelmeerregion

#### Konsulate
| - Deutschland: Antalya, Konsulat - Kasachstan: Antalya, Generalkonsulat - Russland: Antalya, Generalkonsulat | - Türkische Republik Nordzypern: Mersin, Botschaft - Vereinigte Staaten: Adana, Generalkonsulat - Vereinigtes Königreich: Antalya, Vizekonsulat |

### Konsularische Vertretungen inOstanatolien
- Aserbaidschan: Iğdır, Generalkonsulatbüro[7]
- Aserbaidschan: Kars, Generalkonsulat
- Iran: Erzurum, Generalkonsulat

### Konsularische Vertretungen in derSchwarzmeerregion
- Georgien: Trabzon, Generalkonsulat
- Iran: Trabzon, Generalkonsulat
- Russland: Trabzon, Generalkonsulat

## Akkreditierte Botschaften im Ausland

### Europa
| - Äquatorialguinea: Brüssel, Botschaft - Benin: Paris, Botschaft - Botswana: Genf, Botschaft - Burkina Faso: Rom, Botschaft - Burundi: Berlin, Botschaft - Costa Rica: Madrid, Botschaft - Dominikanische Rep.: Berlin, Botschaft - El Salvador: Berlin, Botschaft - Gabun: Rom, Botschaft | - Honduras: Berlin, Botschaft (→ Liste der Botschafter) - Island: Kopenhagen, Botschaft - Jamaika: Genf, Botschaft - Laos: Genf, Botschaft - Lesotho: Rom, Botschaft - Madagaskar: Rom, Botschaft - Malawi: Paris, Botschaft - Malediven: Genf, Botschaft - Namibia: Berlin, Botschaft (→ Liste der Botschafter) | - Panama: Rom, Botschaft - San Marino: Rom, Botschaft - Seychellen: Paris, Botschaft - Eswatini: Kopenhagen, Botschaft - Tansania: Rom, Botschaft - Togo: Berlin, Botschaft - Uruguay: Prag, Botschaft |

### Asien
| - Brunei: Amman, Botschaft - Eritrea: Doha, Botschaft - Nicaragua: Teheran, Botschaft | - Paraguay: Beirut, Botschaft - Sierra Leone: Teheran, Botschaft |

### Afrika
| - Guatemala: Kairo, Botschaft - Kamerun: Kairo, Botschaft - Komoren: Kairo, Botschaft | - Mali: Kairo, Botschaft - Myanmar: Kairo, Botschaft - Tschad: Kairo, Botschaft |